# Malcolm Turnbull

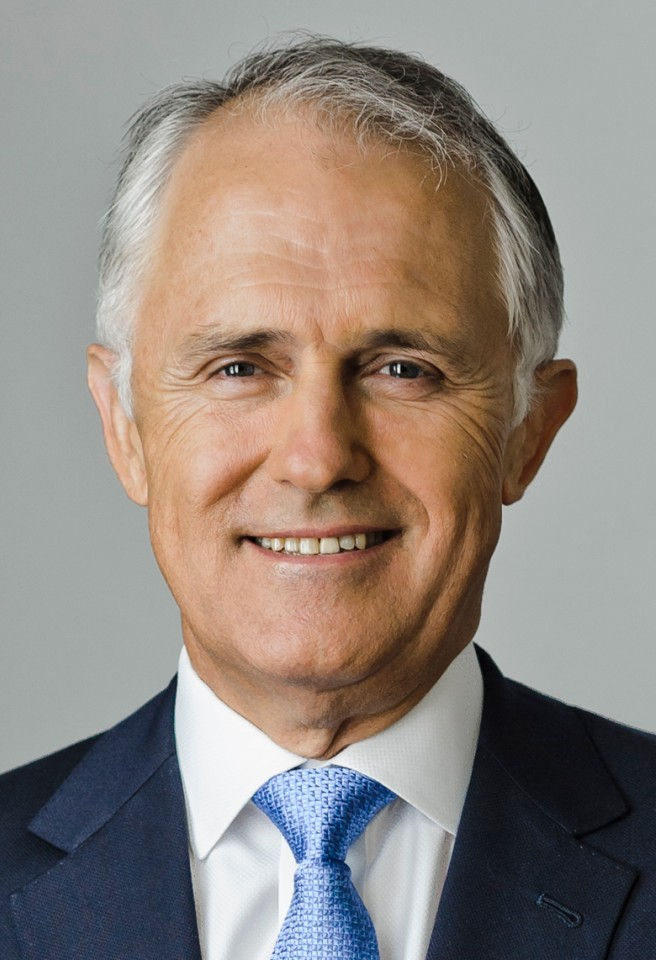
Malcolm Turnbull (2015)

Malcolm Bligh Turnbull AC (* 24. Oktober 1954 in Sydney) ist ein australischer Politiker der konservativen Liberal Party of Australia. Er war vom 15. September 2015 bis zum 24. August 2018 Premierminister von Australien. Der vormalige Rechtsanwalt und Investmentbanker war zuletzt von September 2013 bis September 2015 Minister für das Fernmeldewesen unter Premierminister Tony Abbott. Unter Premierminister John Howard diente er von Januar zu dessen Abwahl im Dezember 2007 als Umweltminister. Anschließend war er zunächst Schattenminister für Finanzen und von September 2008 bis Dezember 2009 Oppositionsführer. Nachdem Premierminister Tony Abbott in ein Popularitätstief geraten war, wurde Turnbull, seit langem Abbotts innerparteilicher Widersacher, in einer Kampfabstimmung am 14. September 2015 an Abbotts Stelle zum Parteivorsitzenden der Liberalen Partei gewählt. Am Tag darauf wurde er auch als Premierminister vereidigt.
Turnbull, von 1993 bis 2000 Vorsitzender der Republikanischen Bewegung Australiens, wird dem zentristischen Flügel der Liberalen zugerechnet, für die er von 2004 bis 2018 einen Wahlkreis im Osten von Sydney im Bundesparlament vertrat. Seine gesellschaftspolitischen Ansichten zu Themen wie gleichgeschlechtliche Ehe und Umwelt gelten als liberal und heute als australischer Mainstream. Schon bald nach seinem Eintritt in das Bundesparlament zählte er zu den populärsten Politikern des Landes. Während seiner Amtszeit als Premierminister schwand die Popularität seiner Regierung und Turnbull sah sich nach einer Revolte seiner innerparteilichen Gegner gezwungen, vom Amt des Premierministers zurückzutreten.

## Leben

### Jugend und beruflicher Werdegang
Malcolm Turnbull ist der Sohn der Schriftstellerin Coral Lansbury (1929–1991) und Bruce Turnbull. Seine Mutter war die Tochter eines britischen Einwanderers. Durch diese Linie ist Malcolm Turnbull entfernt mit der Schauspielerin Angela Lansbury verwandt. Turnbull wuchs in relativ einfachen Verhältnissen in den östlichen Vororten von Sydney auf, studierte zunächst in seiner Heimatstadt an der University of Sydney Recht und Kunst, ehe er ein Rhodes-Stipendium bekam und seine juristische Ausbildung an der englischen Eliteuniversität Oxford fortsetzte. Parallel zu seinem Studium arbeitete er in beiden Ländern auch als Journalist für Zeitungen, Magazine und Rundfunk.
Noch in England heiratete er 1980 die im australischen Mittagong geborene Lucy Hughes, Tochter des vormaligen liberalen Bundesjustizministers Tom Hughes und Nichte des Kunstkritikers und Autoren Robert Hughes. Noch im selben Jahr kehrte das Paar nach Australien zurück. Dort arbeitete Malcom Turnbull zunächst als Rechtsanwalt, ehe er 1983 Rechtsberater des Großverlegers von Magazinen Australian Consolidated Press des Medienzaren Kerry Packer wurde, den er dabei erfolgreich im Zusammenhang mit einer Aufsehen erregenden Steuerminimierungsangelegenheit, der sogenannten „Goanna-Affäre“, verteidigte. In den Jahren 1982 und 1985 wurden Sohn Alex und Tochter Daisy geboren.
1985 eröffnete er zusammen mit Bruce McWilliam die Anwaltskanzlei Turnbull McWilliam. 1986 erreichte er Bekanntheit, als er gegen britische Interessen die Veröffentlichung des Buches Spycatcher des ehemaligen britischen Geheimagenten Peter Wright durchsetzen konnte. 1987 eröffnete er zusammen mit Nicholas Whitlam, einem Sohn des ehemaligen australischen Ministerpräsidenten Gough Whitlam und Neville Wran die Investmentbank Whitlam Turnbull & Co Ltd. Nach dem Ausscheiden Whitlams 1990 firmierte die Bank als Turnbull & Partners Ltd.
In jener Zeit trat Turnbull in den Aufsichtsrat diverser Firmen ein und erwarb auch diverse Beteiligungen. 1997 wurde er Leiter von Goldman Sachs in Australien und stieg im Jahr darauf zum Partner auf. Die Zusammenarbeit mit Goldman Sachs dauerte bis 2001 an. 1999 verkaufte er seinen 1994 für 500.000 australische Dollar erworbenen Anteil am Internet Service Provider OzEmail nach Berichten für 57 Millionen australische Dollar an WorldCom.
Malcolm Turnbull war zunächst Presbyterianer, konvertierte aber 2002 zum katholischen Glauben.

### Politische Laufbahn bis 2015
1981 machte er seinen ersten Ausflug in die Politik, als er sich erfolglos um die Kandidatur der Liberalen für den in den wohlhabenden östlichen Vororten Sydneys gelegenen Bundes-Parlamentssitz von Wentworth bemühte.
1993 wurde er Vorsitzender der antimonarchistischen Bewegung in Australien, des Australian Republican Movement. Nach dessen Niederlage in einem Referendum 1999, welches zum Ziel hatte die Queen von Großbritannien als Staatsoberhaupt Australiens abzusetzen behielt er den Vorsitz bis 2000 bei.

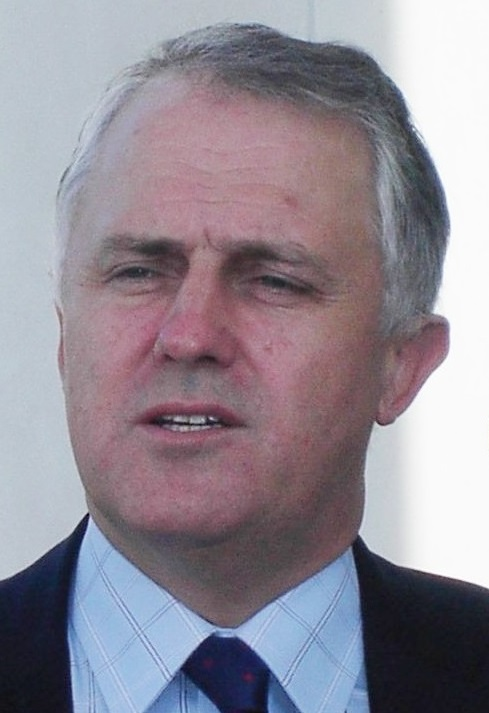
Malcolm Turnbull (2005)

2004 bewarb er sich erneut um den Sitz von Wentworth. Er investierte dabei nach Berichten rund 600.000 australische Dollar seines eigenen Vermögens. Zunächst schlug er dabei den amtierenden Abgeordneten Peter King um die Kandidatur für die Liberalen und gewann schließlich den Sitz, obwohl die Partei in Wentworth rund 10 % der Stimmen im Vergleich zur vorhergehenden Wahl einbüßten. 2006 wurde er von Premierminister John Howard zunächst mit der Leitung des Amtes für Wasserressourcen betraut, ehe er Anfang des darauf folgenden Jahres zum Minister für Umwelt und Wasserressourcen wurde.
Nachdem die Howard-Regierung noch im November desselben Jahres der Labor Party unter Kevin Rudd bei den Wahlen 2007 unterlag – Turnbull gelang dabei seinen Sitz erfolgreich zu verteidigen – bemühte er sich um das Amt des Oppositionsführers. Bei der Kampfabstimmung in der liberalen Fraktion unterlag er aber gegen den Ex-Verteidigungsminister Brendan Nelson mit 45 zu 42 Stimmen. Unter diesem wurde Turnbull Schattenminister für Finanzen. Im September 2008 kam es zu einer erneuten Kampfabstimmung zwischen den beiden um die Oppositionsführung. Turnbull siegte diesmal mit 45 zu 41 Stimmen.
Unter Turnbull verbesserten sich die Umfragewerte für die Opposition zwar, es gelang ihm aber nicht, eine Mehrheit der Wähler zu überzeugen. Ernsthaften Schaden nahm das Ansehen von Turnbull, als er Mitte 2009 in der sogenannten OzCar Affäre  Fehlinformationen und einer gefälschten E-Mail eines den Liberalen nahestehenden hohen Beamten des Finanzministeriums, Godwin Grech, aufsass und in der Folge Premierminister Rudd im Parlament mit falschen Anschuldigungen belastete.
Das Ende der Führung Turnbulls kam aber durch seinen nachhaltigen Eintritt für den auch seinerzeit von der Regierung befürworteten Emissionsrechtehandel zustande; die Mehrheit der liberalen Fraktionskollegen war dagegen und Turnbulls Position wurde in Umfragen nicht durch Zustimmungswerte für die Opposition belohnt. Dies resultierte im Dezember 2009 in einer erneuten Kampfabstimmung um die Führung der Opposition. Diesmal unterlag Turnbull dem konservativen vormaligen Priesteramtsstudenten und Monarchisten Tony Abbott mit 41 zu 42 Stimmen.
Turnbull bekam keine Berufung in dessen Schattenkabinett und kündigte seinen Verzicht auf eine Wiederwahl als Abgeordneter bei den für August 2010 anstehenden Parlamentswahlen an, was er aber wenige Monate später widerrief. Nach den Wahlen, bei denen die Liberalen Stimmengewinne verbuchten, aber am Ende mangels Vertrauen durch die unabhängigen Abgeordneten nicht die Regierung bilden konnten, wurde er Schattenminister für Telekommunikation.
Am 7. September 2013 gelang den Liberalen der Wahlsieg, nachdem die Labor-Regierung unter Ministerpräsidentin Gillard nicht überzeugen und der wenige Wochen vor den Wahlen wieder ins Amt berufene Kevin Rudd den Rückstand in den Umfragen nur geringfügig aufholen konnte. Der neue Ministerpräsident Tony Abbott berief Turnbull zum Minister für das Fernmeldewesen mit Sitz im Kabinett. Als seine Hauptaufgabe galt die Reorganisation des Aufbaus des unter der ersten Ministerpräsidentschaft von Kevin Rudd und mit Kosten von 40 Milliarden australische Dollar veranschlagten National Broadband Network (NBN).

### Premierminister 2015–2018

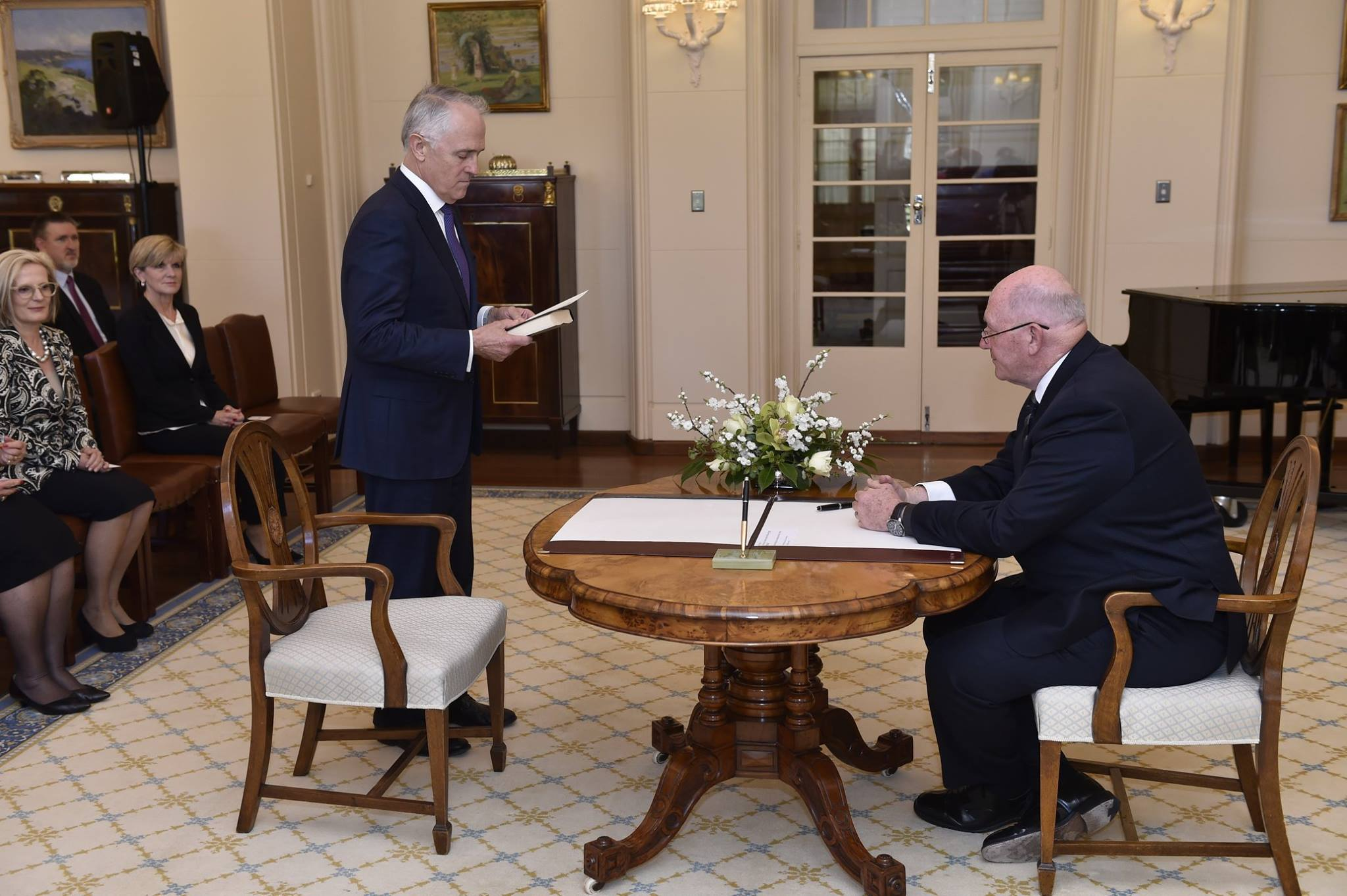
Vereidigung Turnbulls durch den Generalgouverneur von Australien, Sir Peter Cosgrove am 15. September 2015

Am 14. September 2015 trat Turnbull als Minister zurück, um den Ministerpräsidenten Abbott in einer parteiinternen Abstimmung herauszufordern und dessen Amt zu übernehmen. Abbotts Regierung war schon bald nach den Wahlen in Meinungsumfragen hinter die Labor-Opposition zurückgefallen. Die stellvertretende Parteivorsitzende und Außenministerin Julie Bishop sicherte Turnbull ihre Unterstützung zu. Turnbull wurde von der Liberalen Fraktion mit 54 zu 44 Stimmen bei einer ungültigen Stimme zum neuen Parteivorsitzenden gewählt. Am Folgetag wurde er auch als Premierminister vereidigt.
Während seiner Regierung wurden mehrere Gesetzesvorhaben durch den Senat blockiert, so dass Turnbull Neuwahlen ankündigte. Mit einer Neuwahl wollte sich Turnbull auch ein persönliches Mandat für seine Regierung verschaffen. Bei der Wahl am 2. Juli 2016 gewann seine liberal-konservative Regierungskoalition nur eine sehr knappe Mehrheit von 76:74 Sitzen im 150 Sitze umfassenden Abgeordnetenhaus. Am 2. Juli 2016 wurde er erneut als Premierminister gewählt.
Während seiner Regierungszeit initiierte Turnbull eine Umfrage zur Frage der Einführung der gleichgeschlechtlichen Ehe in Australien. Die Form einer Umfrage wurde deswegen gewählt, weil der Gesetzesentwurf der Regierung für ein entsprechendes Referendum im Senat abgelehnt worden war. Für die Abhaltung einer Umfrage war dagegen kein Gesetz notwendig und das Umfrageergebnis war nicht gesetzlich bindend. Außerdem bestand bei einer Umfrage im Gegensatz zum Referendum keine Wahlpflicht. Die vom 12. September bis 7. November 2017 abgehaltene Umfrage führte zu starken Kontroversen in der australischen Öffentlichkeit. Letztlich sprach sich eine deutliche Mehrheit für die gleichgeschlechtliche Ehe aus und diese wurde im Dezember 2017 gesetzlich verankert, aber konservative Anhänger der Regierung hatten Mühe, diesen Schritt mitzugehen.

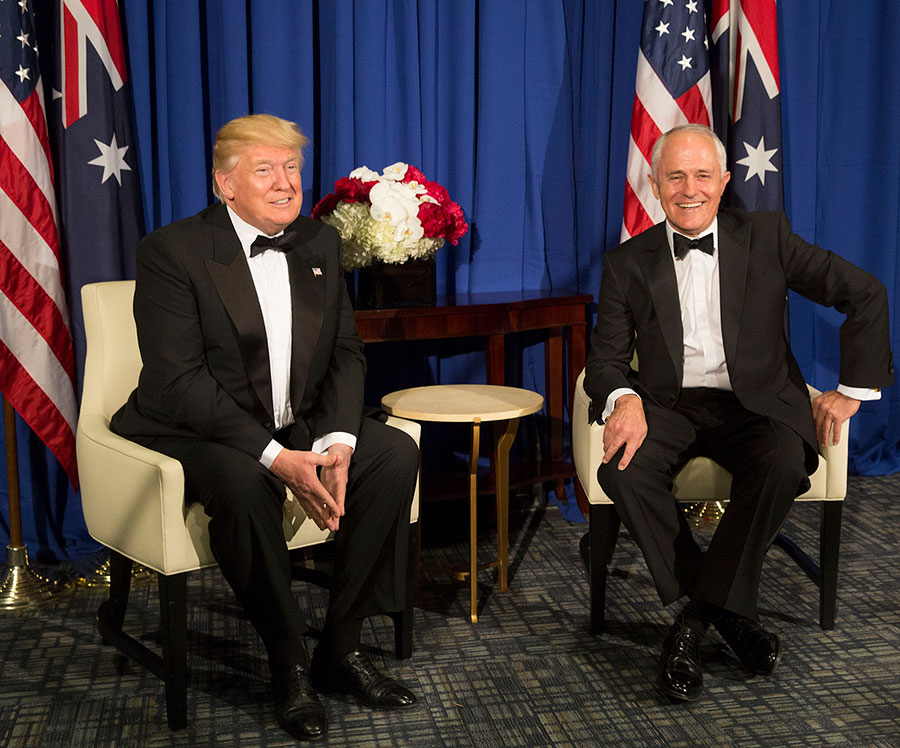
Turnbull und Donald Trump im Mai 2017 in New York City

Nachdem sich herausstellte, dass Vize-Premierminister Barnaby Joyce zusätzlich zur australischen auch noch die neuseeländische Staatsbürgerschaft besaß, musste er am 27. Oktober 2017 sein Abgeordnetenmandat zurückgeben, da dies nicht mit den gesetzlichen Bestimmungen vereinbar war. Barnaby gab seine andere Staatsbürgerschaft zurück und konnte in einer Nachwahl am 3. Dezember 2017 seinen vakant gewordenen Wahlkreis zurückgewinnen, so dass die ursprüngliche Regierungsmehrheit damit wiederhergestellt war.
Turnbull setzte mit einer Abschottungspolitik die rigide Einwanderungspolitik seines Amtsvorgängers fort, dabei werden die Boatpeople von der australischen Marine auf See aufgebracht und am Betreten des australischen Hoheitsgebietes gehindert. Die Flüchtlingsboote werden entweder zu den Herkunftsländern, meist nach Indonesien, zurückgeschickt. Alle nicht zurückgeschickten Asylsuchenden wurden in australische Einwanderungshaft in das Nauru Regional Processing Centre im Inselstaat Nauru und Manus Regional Processing Centre in Papua-Neuguinea festgesetzt. Dort mussten sie auch bleiben, wenn dem Asylantrag stattgegeben wurde. 2015 wurde die Abschottungspolitik seiner Regierung gegenüber Flüchtlingen, die offiziell als „Illegal Maritime Arrivals“ (illegale Ankömmlinge auf See) bezeichnet wurden, international kritisiert. Der Regierung wurde des Weiteren vorgeworfen, dieses Verhalten verstoße zumindest teilweise gegen die Antifolterkonvention der Vereinten Nationen. Mit US-Präsident Donald Trump gab es anfänglich Differenzen um ein Abkommen über die Umverteilung von Flüchtlingen und Trump wurde am 2. Februar 2017 mit den Worten zitiert, dass sein Telefonat mit Turnbull darüber „das bei weitem übelste“ („the worst by far“) gewesen sei, das er bisher mit einem Regierungschef geführt habe. Später besserte sich das beidseitige Verhältnis. Das Verhältnis zur Volksrepublik China entwickelte sich nicht spannungsfrei und Turnbull warnte wiederholt vor angenommener chinesischer Einflussnahme in Australien.
Ein Feld innenpolitischer Kontroversen war die Energiepolitik Australiens. Unter dem Druck konservativer innerparteilicher Opponenten musste Turnbull einen Gesetzesentwurf, nach dem Australien sich verpflichtet hätte, seine klimaschädlichen Emissionen bis zum Jahr 2030 um 25 % zu reduzieren (bezogen auf das Referenzjahr 2005), wieder zurückziehen.

### Rücktritt
Angesichts schlechter Umfragewerte in der Jahresmitte 2018 und fehlender Erfolge bei Nachwahlen in Queensland am 28. Juli 2018 verlor Turnbull parteiintern an Rückhalt. Am 23. August 2018 traten drei prominente Minister gemeinsam aus seinem Kabinett zurück. Am 21. August 2018 kam es zu einer innerparteilichen Kampfabstimmung in der Liberal Party, die Turnbull mit 48 gegen 35 Stimmen gegen seinen Herausforderer Peter Dutton gewann. Die sich in diesem Abstimmungsergebnis ausdrückende hohe Zahl seiner innerparteilichen Kritiker spornte seine Gegner weiter an und bisherige Unterstützer Turnbulls schlossen sich ihnen an. Die Fraktion forderte schließlich mehrheitlich einen „Sturz“ (spill) der Regierung, woraufhin Turnbull am 23. August 2018 aufgab und seinen Rücktritt erklärte.
Der bisherige australische Schatzkanzler Scott Morrison wurde zum neuen Parteivorsitzenden gewählt und noch am selben Tag vereidigt.
Turnbull erklärte nach dem Ausscheiden aus seinem Regierungsamt, dass er auch sein Parlamentsmandat aufgebe. Dies war insofern brisant, als es eine Nachwahl in seinem Wahlkreis erforderlich machte und die Regierung zu dieser Zeit nur über eine Parlamentsmehrheit von einer einzigen Stimme verfügte. Die Nachwahl im November 2018 konnte eine unabhängige Kandidatin (Kerryn Phelps) für sich entscheiden, so dass die Regierung ihre Mehrheit verlor.

### Vermögen
Malcolm Turnbull galt 2009 mit einem Vermögen von geschätzten 186 Millionen Australischen Dollar als einer der „200 reichsten Australier“ und als der vermögendste Parlamentarier. 2014 wurde er nicht mehr in der Liste der 200 reichsten Australier aufgeführt, wofür ein Vermögen von mindestens 250 Millionen Dollar notwendig gewesen wäre. Sein Haus am Hafen in Point Piper, einem Vorort im Osten Sydneys, wurde 2015 mit einem Wert von rund 50 Millionen Dollar beziffert.